# Docklands Light Railway
La Docklands Light Railway (DLR) è una metropolitana leggera che serve l'area ricostruita della zona del Docklands nell'est di Londra. Essa venne aperta il 31 agosto 1987 e dopo sono state realizzate estensioni verso nord per Stratford, sud per Lewisham, ovest per Tower Gateway e Bank nel distretto finanziario della Città di Londra, e a est per Beckton, l'aeroporto di Londra-City e Woolwich. I binari e i treni della DLR non sono compatibili con il resto della rete della metropolitana di Londra, ma i due sistemi di trasporto sono utilizzabili con il pagamento di un unico biglietto e la DLR è indicata nella mappa della Metropolitana di Londra.
I treni sono controllati da un computer e normalmente non hanno un conducente, ma un controllore su ogni treno che è responsabile del controllo dei biglietti, del regolare funzionamento del trasporto, di fare annunci e controllare la chiusura e apertura delle porte. Le stazioni non sono normalmente presenziate da personale ad eccezione del personale incaricato della sicurezza che interviene in casi di necessità.
La DLR è stata gestita da un ente pubblico fino al 1997, per poi passare al franchising: la prima gestione fu data alla Serco Docklands Ltd., un'azienda privata, fino al 2014, per poi passare a un consorzio gestito dalle aziende Keolis e Amey.
La DLR conta di 45 stazioni. Nel 2019 ha trasportato quasi 120 milioni di passeggeri

## Storia
La zona est del porto di Londra cominciò il suo declino intorno agli anni sessanta quando iniziò la sistemazione delle merci nei container. L'apertura del porto di portacontainer di Tilbury, più a est sulle coste dell'Essex, rese i vecchi moli del porto di Londra assolutamente ridondanti e non più necessari.

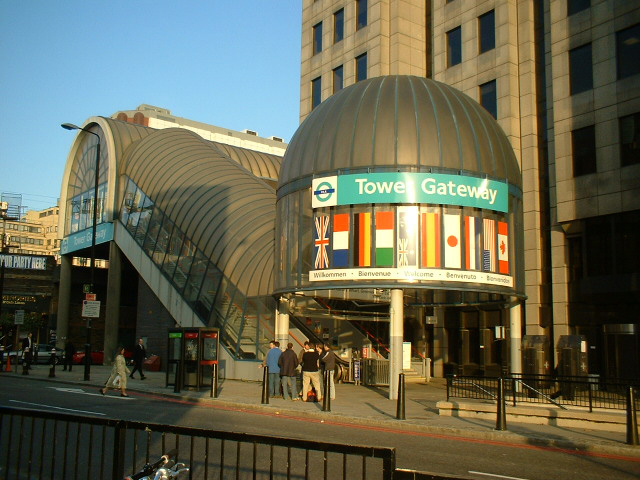
La stazione di Tower Gateway della DLR.

La linea Jubilee della metropolitana di Londra aprì nel 1979 la stazione di Stanmore sulla linea per Charing Cross, intendendo questa stazione come un primo passo verso lo sviluppo della metropolitana verso la zona sud-est di Londra.
Anche se erano stati opzionati dei terreni a Ludgate Circus e a Lewisham, per un secondo allungamento della linea, l'incremento dei costi fece sì che il progetto venisse post posto a più riprese
La London Docklands Development Corporation, avendo la necessità di creare una rete di trasporto organica ed economica nell'area del porto che intendeva risanare e trasformare in una zona a grande sviluppo, scelse di realizzare una metropolitana leggera usando le vecchie infrastrutture ferroviarie del porto per collegare i West India Docks a Tower Hill e a un capolinea a nord individuato presso la stazione di Stratford. Qui venne utilizzata una piattaforma in disuso sita a ovest della stazione per consentire un interscambio con la linea Central e le linee ferroviarie principali. La crescita della zona delle Docklands consentì poi alla linea Jubilee di estendere, nel 1999, il suo capolinea nell'est di Londra, molto più a sud di quanto non fosse nei piani preliminari, fino a Surrey Quays/Docks, Canary Wharf e alla penisola di Greenwich.
La linea iniziale da Tower Gateway a Stratford per Island Gardens, costò 77 milioni di sterline e venne inaugurata dalla regina Elisabetta II.

### La rete iniziale
La rete iniziale venne costruita fra il 1985 e il 1987.
Come da progetto, la linea fu realizzata completamente in superficie, con tre capolinea a Tower Gateway, Stratford e Island Gardens. La maggior parte della linea era sistemata su viadotti in calcestruzzo o già esistenti e i binari furono per gran parte utilizzati quelli di ferrovie dismesse presenti nella zona.
I treni erano leggeri con una singola vettura articolata. Le tre diramazioni erano lunghe, in totale, 13 chilometri, con 13 stazioni interconnesse a Poplar. I servizi si svilupparono fra Tower Gateway e Island Gardens e Stratford e Island Gardens, segno che la parte nord della linea non venne usata all'inizio.
Le stazioni erano molto semplici e non seguivano uno standard comune. L'unico segno unificante era una piccola pensilina blu con copertura semi cilindrica che fungeva da protezione per la pioggia.

### Prima estensione

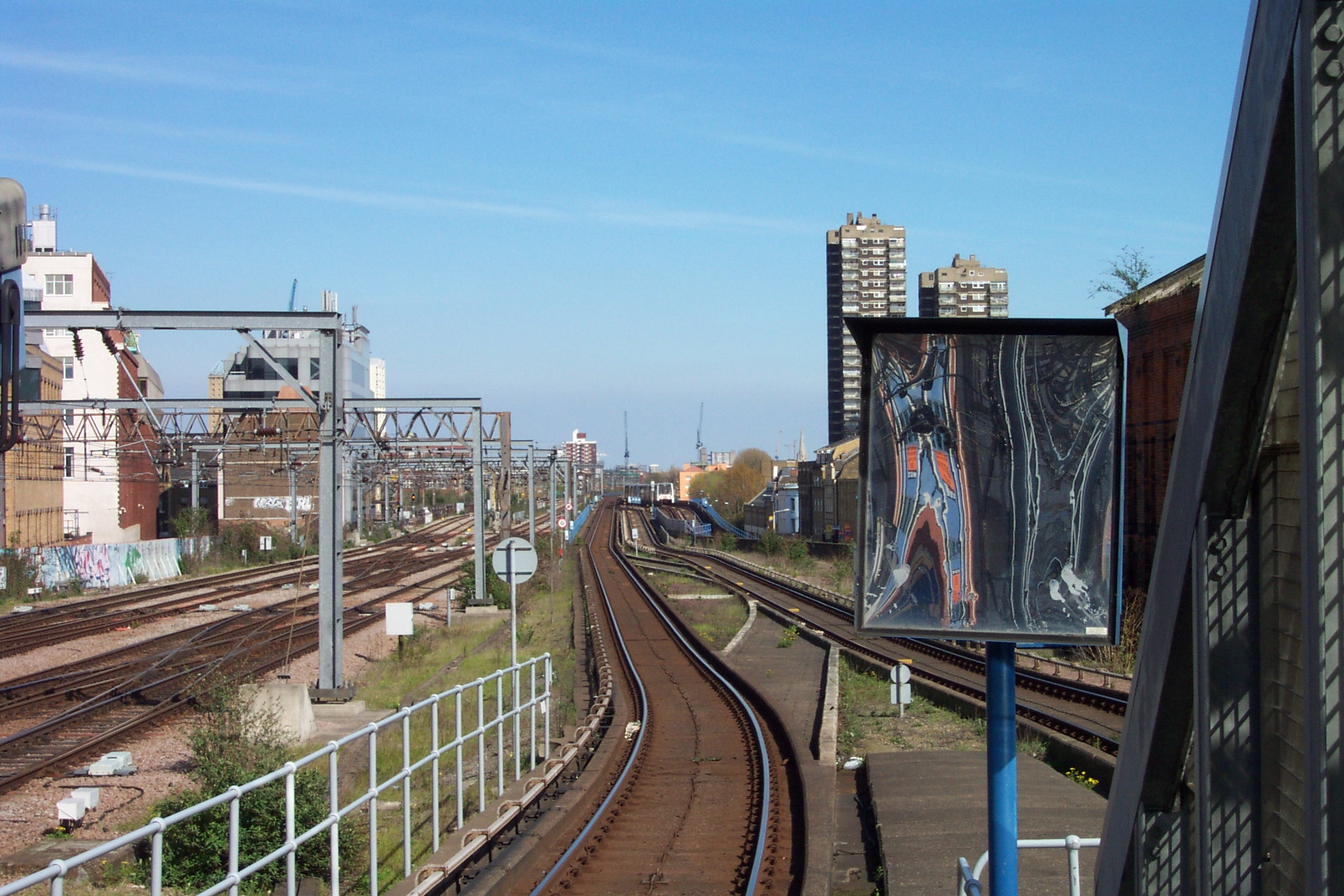
Vista dalla stazione di Tower Gateway verso est prima della costruzione della stazione ferroviaria di Fenchurch Street. La linea DLR al centro e visibile in fondo un treno in uscita dal tunnel della stazione Bank sulla destra.

La rete iniziale fu subito insufficiente a smaltire il traffico a seguito del veloce sviluppo dell'area. Il capolinea di Tower Gateway, ai margini della Città di Londra, venne molto criticato per la mancanza di adeguate interconnessioni.
In risposta a questo tutti i treni vennero dotati di due vetture raddoppiando così la capacità di trasporto e la linea venne prolungata nel cuore della City fino alla stazione di Bank, che venne aperta nel 1991. Questa estensione divenne divergente dai piani precedenti lasciando così isolata la stazione di Tower Gateway. Questa poi rese la flotta di treni obsoleta in quanto non era stata progettata per un uso di linea interrata.
Nello stesso tempo, luoghi situati nell'est delle Docklands ebbero la necessità di migliori collegamenti per incoraggiarne lo sviluppo. Queste considerazioni portarono alla progettazione di una quarta diramazione che da Poplar via Canning Town transport interchange portava a Beckton, transitando sul margine nord del complesso dei Royal Docks. I primi disegni mostravano diverse opzioni per giungere all'area di Blackwall. Come parte di questa estensione, un lato del triangolo originale venne sostituito con un innesto a ovest di Poplar, e un altro venne realizzato a Stratford e Beckton a est di Poplar. La stazione di Poplar venne ricostruita per dotarla di una stazione di interscambio fra la linea di Stratford e quella di Beckton.
Lo sviluppo di complesso di uffici di Canary Wharf richiese la ricostruzione della stazione di Canary Wharf trasformandola in un grande complesso con sei marciapiedi e l'intercambio di tre linee.

### Seconda estensione

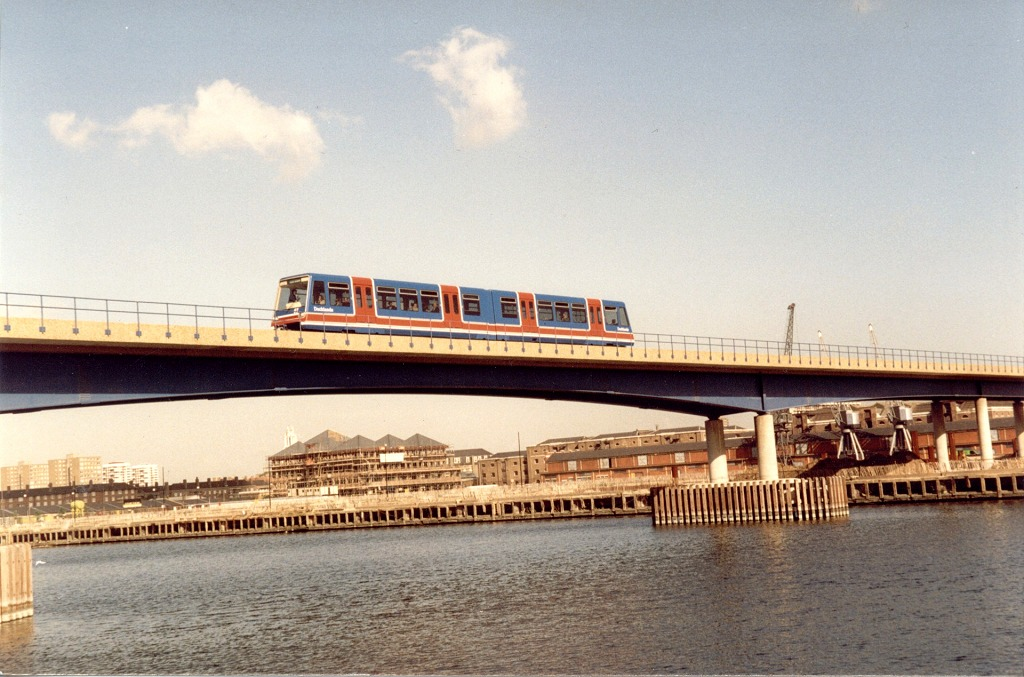
La prima generazione di treni DLR EMU attraversa il West India Dock, settembre 1987.

Già all'inizio del funzionamento della linea, il borgo di Lewisham commissionò un progetto di fattibilità per il prolungamento della linea della DLR a Lewisham passando sotto il Tamigi. Il risultato dello studio portò a richiedere la costruzione di una nuova diramazione che passando per Greenwich e Deptford raggiungeva Lewisham.
La linea venne progettata per abbandonare il progetto originale della rotta di Island Gardens route a sud di Crossharbour, scendendo gradualmente verso Mudchute, in una stazione a livello stradale al posto di quella esistente sul vecchio viadotto London & Blackwall. Subito dopo, la linea entrava nel tunnel del tracciato di Island Gardens, una stazione interrata raggiungibile con una scala. Attraversato il Tamigi, la linea sarebbe arrivata nel centro di Greenwich, risalendo il tunnel e ritornando in superficie alla stazione delle ferrovie principali della stazione di Greenwich. Questa soluzione avrebbe creato delle ottime interconnessioni con le principali linee ferroviarie della zona. Da qui la linea, proseguendo su viadotti di cemento armato, avrebbe poi raggiunto Deptford, Elverson Road (a livello strada vicino al centro della città di Lewisham), terminando in due piattaforme fra e sotto la stazione delle grandi linee di Lewisham, a breve distanza a piedi dal centro commerciale della città e con il parcheggio dei bus proprio fuori della stazione.
L'estensione di Lewisham, realizzata secondo il progetto, venne aperta nel 1999. Con questa integrazione la DLR percorse il suo primo gradino verso la sua missione di essere una infrastruttura locale per il movimento della popolazione nella direttrice est-sud-est nella zona sud di Londra. Il 2 dicembre 2005 venne aperta una nuova diramazione verso est, che percorreva la zona sud del complesso dei Royal Docks, da Canning Town a King George V via London City Airport mentre una successiva estensione verso Woolwich è stata aperta nel gennaio 2009, costruita vicino alla futura fermata del Crossrail di Abbey Wood via West India e Royal Docks.

## Rete attuale

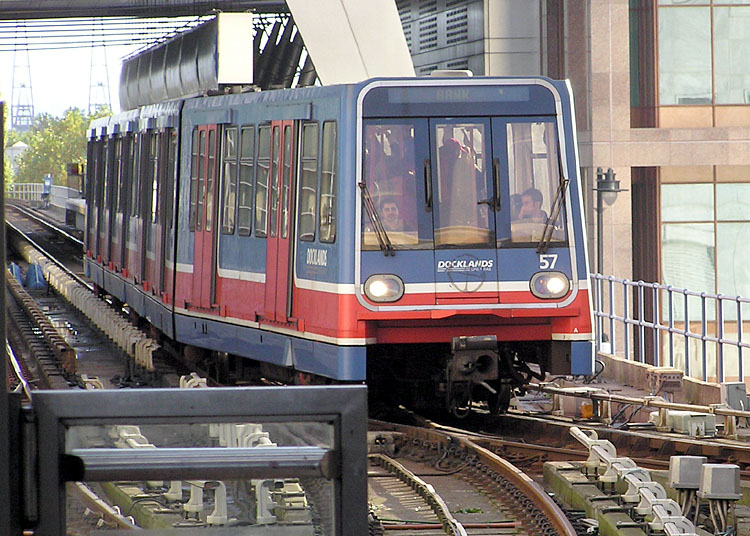
Un treno della Docklands Light Railway entra a Canary Wharf da sud.

La DLR è attualmente lunga 31 km. Essa è costituita da cinque diramazioni: per Lewisham a sud, Stratford a nord, Beckton e Woolwich Arsenal a est, e verso Central London, suddivisa in due rami verso Bank e Tower Gateway. Anche se il sistema consentirebbe un alto numero di diverse rotte, attualmente sono operative le seguenti cinque:
- Da Stratford a Lewisham
- Da Bank a Lewisham
- Da Bank a Woolwich Arsenal
- Da Stratford Int a Woolwich Arsenal
- Da Tower Gateway a Beckton (limitata a Canning Town durante la ricostruzione della stazione di Tower Gateway)

Durante le ore di punta, i treni della linea di Stratford invertono la marcia alla stazione di Crossharbour invece di continuare per Lewisham. Vi sono anche dei treni occasionali da Tower Gateway per Crossharbour e Lewisham. Ogni treno ferma a tutte le stazioni della linea.
Le diramazioni nord e sud terminano entrambe alle stazioni principali del National Rail di Stratford e Lewisham. Altri interscambi fra la DLR e la National Rail avvengono a Limehouse e Greenwich.

### Stazioni
Molte stazioni della DLR sono poste in sopraelevata e altre a livello strada, mentre alcune sono in trincea o sotterranee. L'accesso avviene normalmente a mezzo di scale o di ascensori mentre poche di esse sono dotate di scale mobili. Le stazioni sono attrezzate per un facile accesso di disabili in carrozzina a rotelle e le banchine sono al livello dei treni.
La maggior parte delle stazioni sono di disegno modulare datate alle prime stazioni costruite. Sono generalmente costituite da due piattaforme laterali ognuna con accesso separato dalla strada, e coperture a forma di cupoletta semicilindrica. Esse non sono presenziate da personale ad eccezione delle stazioni sotterranee di Bank, Island Gardens e Cutty Sark (per motivi di sicurezza), e alcune delle più frequentate stazioni di interscambio.

## Stazioni delle diramazioni da ovest a est

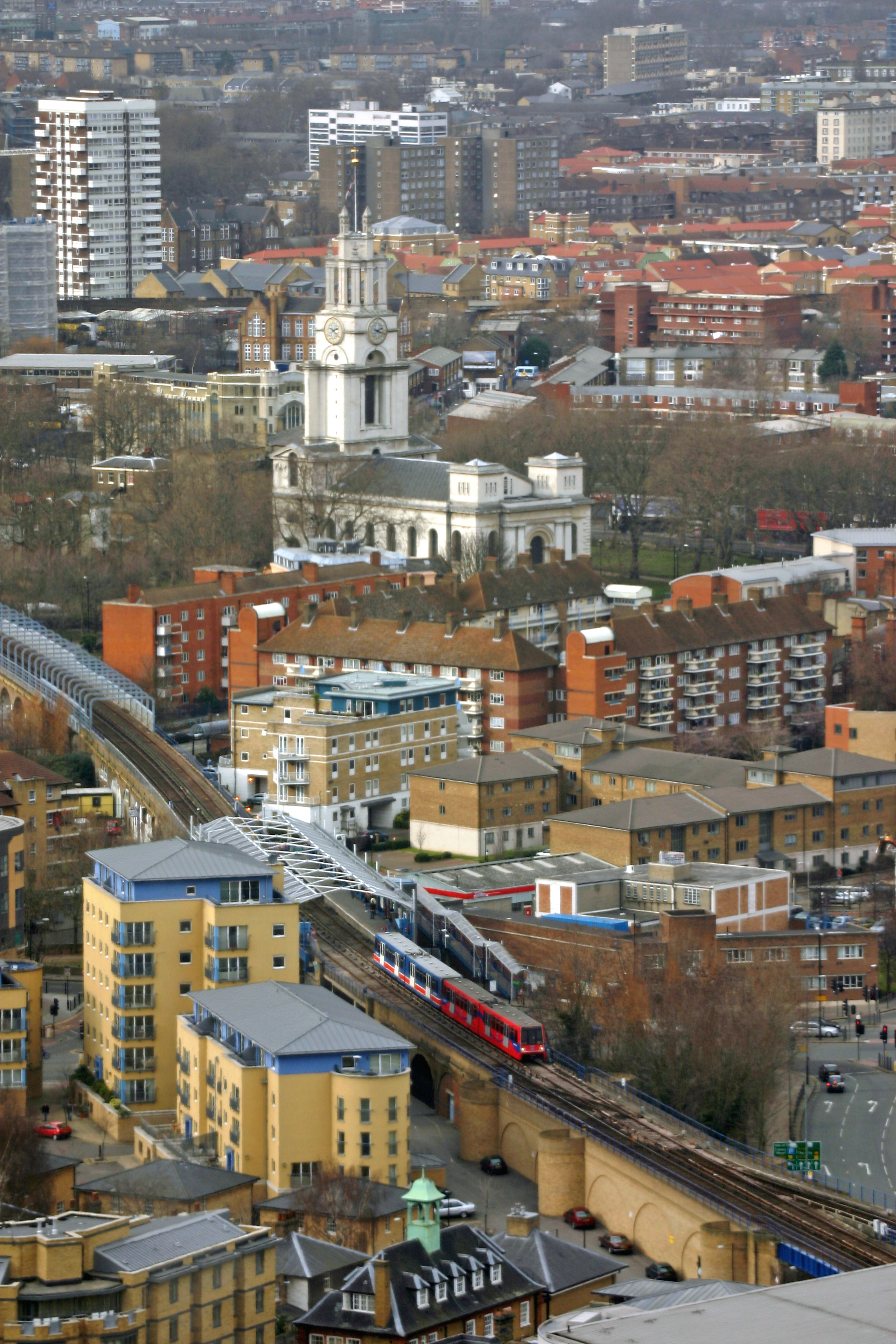
Treno proveniente da ovest lascia la Westferry Station.

### Diramazione Bank
Aperta nel 1991
- Capolinea: Bank per Central London (aperta nel 1991)

### Diramazione Tower Gateway
Aperta nel 1987
- Capolinea: Tower Gateway per Torre di Londra (aperta nel 1987)

### Sezione centrale
Aperta nel 1987
- Shadwell (aperta nel 1987) (le diramazioni per Tower Gateway e Bank divergono a ovest di Shadwell)
- Limehouse (aperta nel 1987)
- Westferry (aperta nel 1987) (treni verso Canary Wharf divergono dopo Westferry. Vedere le stazioni delle diramazioni nord e sud)
- Poplar (aperta nel 1987)

### Diramazione Beckton
Aperta il 28 marzo 1994.
Da Poplar continua verso Beckton.
- Blackwall (aperta nel 1994)
- East India (aperta nel 1994)
- Canning Town (aperta nel 1994)

A Canning Town la linea si biforca - una diramazione si dirige a Beckton (dal 1994), mentre l'altra diverge verso King George V via London City Airport (dal 2005).
- Royal Victoria (aperta nel 1994)
- Custom House (aperta nel 1994)
- Prince Regent (aperta nel 1994)
- Royal Albert (aperta nel 1994)
- Beckton Park (aperta nel 1994)
- Cyprus (aperta nel 1994)
- Gallions Reach (aperta nel 1994)
- Capolinea: Beckton (aperta nel 1994)

### Diramazione Woolwich Arsenal
Aperta il 2 dicembre 2005.
Da Canning Town continua verso Woolwich Arsenal.
- West Silvertown (aperta nel 2005)
- Pontoon Dock (aperta nel 2005)
- London City Airport (aperta nel 2005)
- King George V (aperta nel 2005)
- Capolinea: Woolwich Arsenal (aperta nel 2009)

### Diramazione Stratford International
- Star Lane (aperta nel 2011)
- Abbey Road (aperta nel 2011)
- West Ham (aperta nel 2011)
- Stratford (aperta nel 2011)
- Stratford High Street (aperta nel 2011)
- Stazione di Stratford International (aperta nel 2011)

## Stazioni delle diramazioni da nord a sud
Aperta nel 1987
- Capolinea: Stratford (aperta nel 1987)
- Pudding Mill Lane (aperta nel 1991)
- Bow Church (aperta nel 1987)
- Devons Road (aperta nel 1987)
- Langdon Park (aperta nel 2007)
- All Saints (aperta nel 1987)
- Poplar (aperta nel 1987) (vedi Stazioni delle diramazioni da ovest a est)

Treni provenienti da Bank o Tower Gateway si innestano nella linea qui
- West India Quay (aperta nel 1987)
- Canary Wharf (aperta nel 1987)
- Heron Quays (aperta nel 1987)
- South Quay (aperta nel 1987)
- Crossharbour (aperta nel 1987)
- Mudchute (aperta nel 1987, spostata nel 1999)
- Island Gardens (aperta nel 1987 come Capolinea, spostata nel 1999)

### Estensione Lewisham
Aperta il 3 dicembre 1999
Treni in proseguimento da Island Gardens per Lewisham
- Cutty Sark per Maritime Greenwich (aperta nel 1999)
- Greenwich (aperta nel 1999)
- Deptford Bridge (aperta nel 1999)
- Elverson Road (aperta nel 1999)
- Capolinea: Lewisham (aperta nel 1999)

## Stazioni chiuse
- Mudchute (spostata in sito differente)
- Island Gardens (spostata nel sottosuolo in sito differente)
- Heron Quays (spostata in sito differente)
- South Quays (spostata in sito differente)
- Pudding Mill Lane (spostata in sito differente)
- Stratford (non realmente chiusa ma riallocate le piattaforme)

## Stazioni proposte

### Estensione Dagenham Dock
Da sezione centrale Docklands Light Railway estensione a Dagenham Dock
- Beckton Riverside
- Creekmouth
- Barking Riverside
- Goresbrook
- Dagenham Dock

### Altre proposte
- Thames Wharf (Diramazione London City Airport, nessuna previsione)
- Connaught Road (Diramazione London City Airport, nessuna previsione)

## Tariffe e biglietti

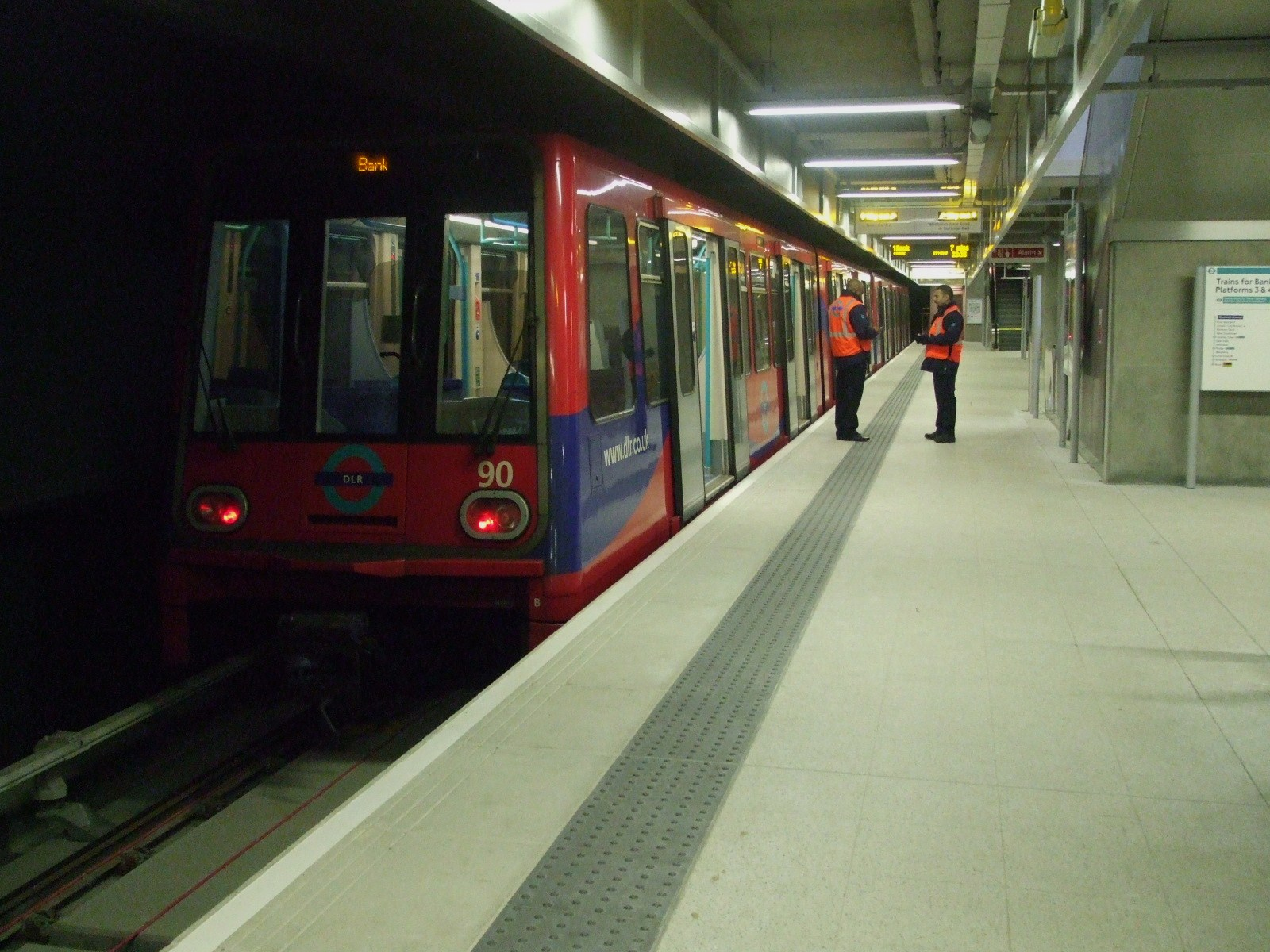
Un treno appena arrivato alla stazione di Woolwich Arsenal.

I biglietti fanno parte del sistema tariffario dei trasporti di Londra e sono regolati dalle zone Travelcard.
Esistono biglietti giornalieri e stagionali (settimanali, mensili e oltre) solo per viaggiare sulla DLR, oltre che biglietti giornalieri DLR "Rail and River Rover" che possono essere utilizzati sulla DLR e sulle City Cruises river boats. Prepagati su Oyster card sono disponibili; i passeggeri debbono validare la carta sia in entrata che in uscita dalle piattaforme o passare attraverso le porte automatiche.
I biglietti possono essere acquistati presso le macchine automatiche all'ingresso delle piattaforme e sono necessari prima di accedere alle stesse. Non vi sono barriere di ingresso come nella Metropolitana di Londra e il pagamento deve essere controllato da un agente presente sul treno. Esistono barriere alle stazioni di Bank, Canning Town, Woolwich Arsenal e Stratford, dove le piattaforme della DLR sono in comunicazione con le linee della metropolitana di Londra o della National Rail.
La DLR viene usata da oltre duecentomila persone ogni giorno, per un totale di quasi 120 milioni di viaggiatori per anno.